# Culex hirtipalpis
Culex hirtipalpis är en tvåvingeart som beskrevs av Sirivanakarn 1977. Culex hirtipalpis ingår i släktet Culex och familjen stickmyggor.
Artens utbredningsområde är Thailand. Inga underarter finns listade i Catalogue of Life.